# Чесанівський повіт
Чесанівський повіт (пол. Powiat cieszanowski) — історична адміністративна одиниця на українських землях, що входила до складу Австро-Угорщини, ЗУНР і Польщі.

## У складі Австро-Угорщини
Утворений в 1854 р. У 1867 році до Чесанівського повіту приєднаний Любачівский повіт. В 1869 р. проживало 63 817 осіб, було 95 адміністративних одиниць — 68 громад-гмін (1 місто — Любачів, 5 містечок — Чесанів, Липсько, Наріль, Олешиці, Плазів, 62 села) і 27 окремих територій (до них включені 64 панські фільварки); повіт поділений на 68 кадастральних гмін. За переписом 1910 року в повіті проживало 86 549 осіб, з них 45 393 грекокатоликів (становили 52,45 % населення повіту), 30 201 римо-католик (34,89 %), 10 780 юдеїв (12,46 %), 173 протестанти, 1 православний та 1 інших віровизнань.

## ЗУНР
Повіт входив до Львівської військової області ЗУНР. Західне розташування повіту спричинило воєнну вразливість і нетривале існування тут української влади. 14 листопада 1918 р. поляками захоплений і Любачів.

## У складі Польщі
Входив до Львівського воєводства Польщі у 1920-1922 рр. 1 січня 1923 р. перенесено адміністративний центр з Чесаніва в Любачів і повіт став називатися Любачівським.

### Адміністративний поділ повіту
На 30 вересня 1921 року в склад повіту входили 2 міста, 64 громади села-ґміни (в тому числі 4 містечка) і 48 фільваркових господарств:
Сільські ґміни
- Башня Горішня
- Башня Долішня
- Бігалі
- Борова Гора
- Борхів
- Бурґав
- Вілька Запалівська
- Вілька-Горинецька
- Воля Велика
- Гораєць
- Горинець
- Гута Рожанецька
- Дахнів
- Діброва
- Жапалів
- Жуків
- Залужжя
- Кадовбищі
- Коровиця Голодівська
- Коровиця Лісова
- Коровиця Сама
- Криве
- Липовець
- Липсько (містечко)
- Лисячі Ями
- Лівча
- Лукавиця
- Лукавець
- Милків
- Молодів
- Мощаниця
- Наріль  (містечко)
- Наріль Село
- Німстів
- Нове Брусно
- Нове Село
- Новий Диків
- Новий Люблинець
- Олешичі (містечко)
- Опака
- Острівець
- Плазів (містечко)
- Подемщина
- Полянка Горинецька
- Райхав
- Руда Ружанецька
- Рудка
- Синявка
- Старе Село
- Старий Диків
- Старий Люблинець
- Старі Олешичі
- Суха Воля
- Улазів
- Фельзендорф
- Фрайфельд
- Футори
- Хлівищі
- Хотилюб
- Цівків
- Щутків

Міста
- Чесанів
- Любачів